# Anenská
Anenská ulice na Starém Městě v Praze spojuje Smetanovo nábřeží s Anenským náměstím a pokračuje na Liliovou ulici.

## Historie a názvy
Ulice vznikla u kláštera dominikánek sv. Anny, který byl postaven v roce 1313, zrušen by v roce 1782, v současnosti budovu používá baletní soubor Národního divadla. Celá oblast kolem kláštera se nazývala "U Svaté Anny" nebo "Anenská čtvrť". Od 16. století se název "Anenská" ("Anenské") začal používat jen pro ulici a Anenské náměstí.

## Budovy, firmy a instituce
- nárožní městský dům - Anenská 1 a Smetanovo nábřeží 26[3]
- Schönfeldský dům - Anenská 9 a Karlova 12[4]
- Čejkovský palác - nárožní barokní budova na adrese Anenská 11 a Liliová 13[5]
- měšťanský dům - Anenská 13 a Liliová 10[6]